# Serjania polystachya
Serjania polystachya là một loài thực vật có hoa trong họ Bồ hòn. Loài này được (Turcz.) Radlk. miêu tả khoa học đầu tiên năm 1875.